# Адама Берроу
Адама Берроу (нар. 16 лютого 1965, Манкаманг Кунда, Верхня Річка, Гамбія) — гамбійський політик, президент Гамбії (з 19 січня 2017), член Об'єднаної демократичної партії (ОДП).

## Обрання президентом
До початку своєї президентської кампанії, був скарбником ОДП і власником агентства нерухомості (Majum Real Estate), яке він створив, в 2006 році, після повернення з навчання в Лондоні, Англія.
Був кандидатом від Об'єднаної демократичної партії Гамбії на президентських виборах 2016 року, які пройшли в країні 1 грудня. Після того, як очільник партії Усейн Дарбі влітку 2016 року був засуджений на три роки за участь у несанкціонованих мітингах і акціях протесту, вибір демократів упав на Берроу. Був основним опозиційним конкурентом чинного президента країни Ях'я Джамме, що займав свою посаду з 1996 року.
На президентських виборах 1 грудня 2016 здобув перемогу, набравши 43,3 % голосів та перемігши чинного президента Ях'я Джамме (39,6 %) і Мамма Канде (17,1 %).
На наступний день після проголошення результатів, президент Ях'я Джамме визнав свою поразку і оголосив про передачу влади переможцю і бажання допомогти обраному президенту спокійно обійняти посаду. Проте, 9 грудня 2016 Джамме у телезверненні оголосив, що через порушення не визнає результати виборів і наказав їх провести повторно. Це рішення призвело до політичної кризи в Гамбії і не було визнане міжнародною спільнотою. 20 січня, після прийняття присяги новообраним президентом та рішення Ради безпеки ООН, збройні сили сусіднього Сенегалу почали військове вторгнення в Гамбію, що змусило Ях'я Джамме передати владу Берроу та покинути країну.
У листопаді 2021 року Адама Барроу оголосив про свою кандидатуру на президентських виборах 2024 року.

## Сім'я
Має дві дружини та п'ятьох синів. Одного з синів загриз собака.